# Restless Souls (film fra 1919)
Restless Souls er en amerikansk stumfilm fra 1919 af William C. Dowlan.

## Medvirkende
- Alma Rubens som Marion Gregory
- Kathryn Adams som Judith Wingate
- Jack Conway som Hugh Gregory
- Harvey Clark som Chester Wingate
- J. Barney Sherry som Robert Calvert